# Dunavarsány
Dunavarsány là một thành phố thuộc hạt Pest, Hungary. Thành phố này có diện tích 22,52 km², dân số năm 2010 là 7264 người, mật độ 323 người/km².